# Butry-sur-Oise
Butry-sur-Oise é uma comuna francesa na região administrativa da Ilha de França, no departamento do Vale do Oise. Estende-se por uma área de 2.60 km². Em 2010 a comuna tinha 2 298 habitantes (densidade: 883,8 hab./km²).